# Эрскуг
Эрскуг (норв. Ørskog) — коммуна в губернии Мёре-ог-Ромсдал в Норвегии. Административный центр коммуны — город Эрскуг. Официальный язык коммуны — нюнорск. Население коммуны на 2007 год составляло 2119 чел. Площадь коммуны Эрскуг — 129,46 км², код-идентификатор — 1523.

## История населения коммуны
Население коммуны за последние 60 лет.

Статистика коммуны Эрскуг